# Уварювання
Уварювання — кулінарна технологія, що полягає в тривалому часу доведення відвару або соусу до загусання шляхом випарювання рідини.